# Вестерботтен (лен)

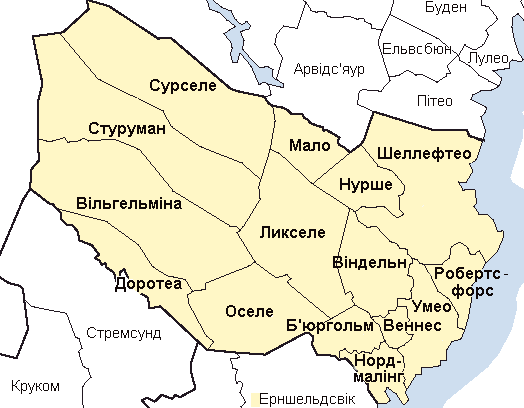
Комуни лену Вестерботтен

Ве́стерботтен (Västerbottens län) — лен на півночі Швеції в ландскапах (провінціях) Вестерботтен, Лапландія та Онгерманланд. Знаходиться на плоскогір'ї Норланд і на узбережжі Ботнічної затоки. Межує з ленами Ємтланд, Вестерноррланд і Норрботтен. Адміністративний центр — Умео.

## Адміністративний поділ
Адміністративно лен Вестерботтен поділяється на 15 комун:
1. Комуна Б'юргольм (Bjurholms kommun)
2. Комуна Веннес (Vännäs kommun)
3. Комуна Вільгельміна (Vilhelmina kommun)
4. Комуна Віндельн (Vindelns kommun)
5. Комуна Доротеа (Dorotea kommun)
6. Комуна Ликселе (Lycksele kommun)
7. Комуна Мало (Malå kommun)
8. Комуна Нурдмалінг (Nordmalings kommun)
9. Комуна Нурше (Norsjö kommun)
10. Комуна Оселе (Åsele kommun)
11. Комуна Робертсфорс (Robertsfors kommun)
12. Комуна Сурселе (Sorsele kommun)
13. Комуна Стуруман (Storumans kommun)
14. Комуна Умео (Umeå kommun)
15. Комуна Шеллефтео (Skellefteå kommun)

## Найбільші міста
Станом на 2010 рік.
| Місто     | Населення |
| --------- | --------- |
| Умео      | 79 597    |
| Шеллефтео | 32 775    |
| Ликселе   | 8 513     |
| Гольмсунд | 4 118     |
| Веннес    | 8 562     |

## Уродженці
Курт Дегерман (1948—2008)